# ADRC Icasa
ADRC Icasa is een Braziliaanse voetbalclub uit Juazeiro do Norte, in de deelstaat Ceará.

## Geschiedenis
In 1998 werd de club opgericht als Juazeiro Empreendimentos nadat Icasa EC failliet gegaan was. In 2002 werd de club heropgericht als ADRC Icasa. In 2010 promoveerde de club naar de Série B en speelde er twee jaar. Na één seizoen keerde de club terug, maar degradeerde in 2014 opnieuw. Een jaar later degradeerde de club zelfs naar de Série D. In 2016 degradeerde de club ook uit de hoogste klasse van de staatscompetitie. In 2020 kon de club opnieuw promotie afdwingen. In 2022 eindigde de club oorspronkelijk net boven de degradatiezone, maar omdat een speler opgesteld werd ondanks drie gele kaarten kreeg de club vier strafpunten waardoor ze in extremis toch op een degradatieplaats eindigden.  

## Erelijst
Campeonato Cearense
1992

## Bekende (ex-)spelers
- Leandro Pereira